# كريم علي فتحي
كريم علي فتحي هو لاعب إسكواش مصري، ولد في 30 مايو 1993 في القاهرة في مصر.

## وصلات خارجية
- كريم علي فتحي على موقع الاتحاد الدولي لمحترفي الاسكواش (مؤرشف) (الإنجليزية)
- كريم علي فتحي على موقع SquashInfo.com (الإنجليزية)